# Kniaziewicze
Kniaziewicze a. Kniażewicze (biał. Князевічы; ros. Князевичи) – wieś na Białorusi, w obwodzie grodzieńskim, w rejonie brzostowickim, w sielsowiecie Olekszyce.
Dawniej wieś i majątek ziemski. Należały do ekonomii grodzieńskiej. W dwudziestoleciu międzywojennym majątek leżał w Polsce, w województwie białostockim, w powiecie grodzieńskim, w gminie Indura.
Według Powszechnego Spisu Ludności z 1921 roku zamieszkiwało tu 95 osób, 46 było wyznania rzymskokatolickiego a 49 prawosławnego. Jednocześnie 89 mieszkańców zadeklarowało polską przynależność narodową a 6 białoruską. Było tu 5 budynków mieszkalnych.
Miejscowość należała do parafii rzymskokatolickiej w Indurze i prawosławnej w Olekszycach.
Podlegała pod Sąd Grodzki w Indurze i Okręgowy w Grodnie; właściwy urząd pocztowy mieścił się w Indurze.